# 铁弗部

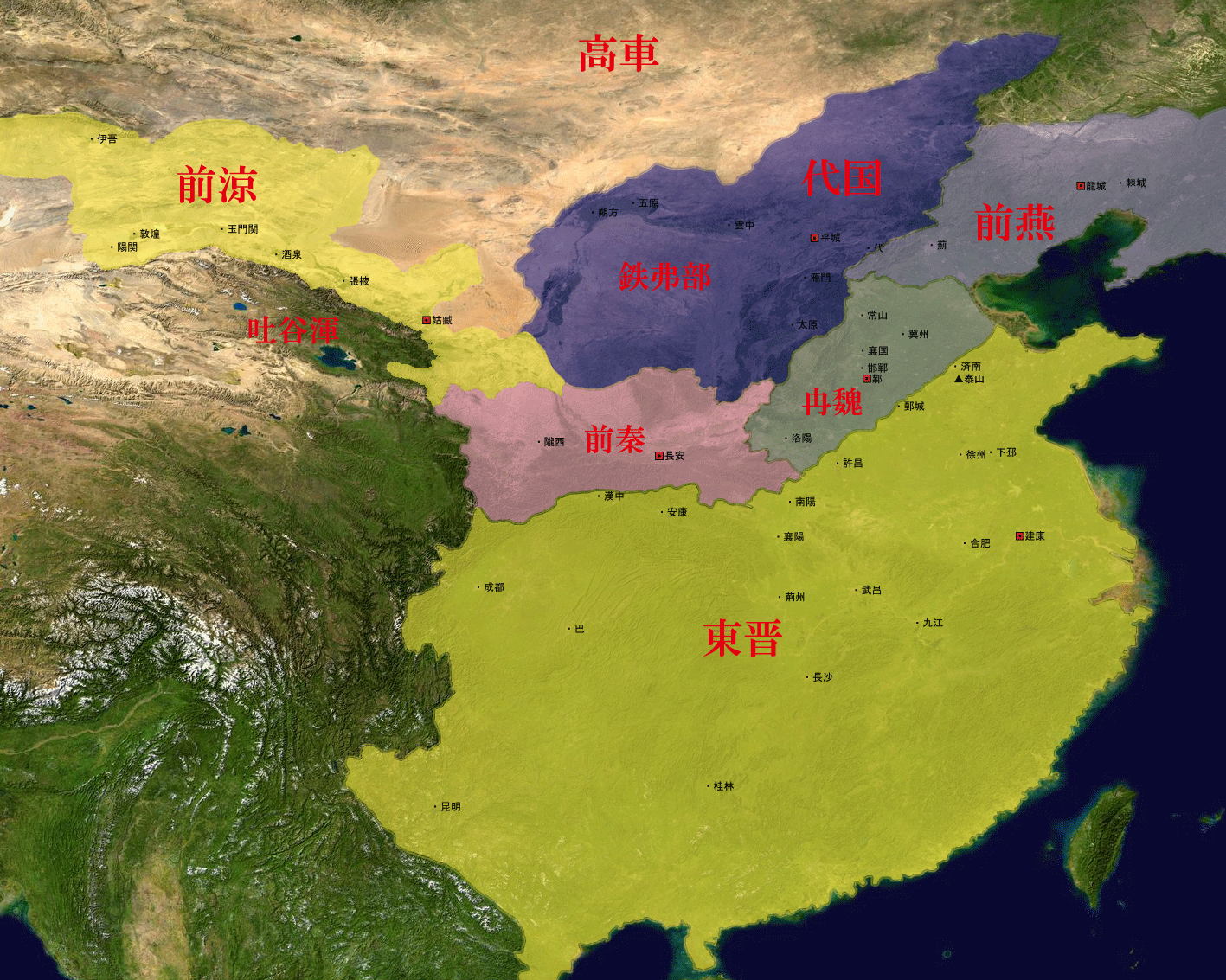
铁弗位置图

鐵弗部，汉代末期南匈奴的一個部族，北方民族称匈奴父鲜卑母的人为铁弗，因此得名铁弗部，又称杂胡。始祖為南匈奴右賢王去卑，其子誥升爰成為鐵弗部的始祖。另一支部族則加入拓跋部，成為獨孤部。
309年，誥升爰過世，其子烏路孤將部族名改為鐵弗。
铁弗赫连勃勃在十六国时期在河套地区创立夏政权。夏被北魏所灭。